# Marguerite Templey
Marguerite Anne Marie Templé dite Marguerite Templey, née le 2 mars 1880 à Nantes et morte le 24 mars 1944 à Vals-les-Bains, est une actrice française.

## Biographie
Au théâtre, elle débute vers 1910 au théâtre du Palais-Royal, elle est notamment l'interprète de Georges Feydeau, Tristan Bernard et Sacha Guitry.
Elle débute au cinéma en 1932 et figure jusqu'en 1938 dans vingt-sept films, dont Le Nouveau Testament et Quadrille de Sacha Guitry, et La Tragédie impériale de Marcel L'Herbier.
Morte à Vals-les-Bains à l'âge de 64 ans, elle était veuve de l'acteur Adrien Le Gallo qu'elle avait épousé en avril 1933. Elle repose avec son mari au cimetière de Saint-Maurice (Val-de-Marne).

## Filmographie
- 1932 : La Claque de Robert Péguy
- 1932 : Comme une carpe de Claude Heymann : Mme Chatelard
- 1932 : Le Vainqueur de Hans Hinrich et Paul Martin : la couturière
- 1932 : La Belle Aventure de Roger Le Bon et Reinhold Schünzel : Jeantine
- 1932 : À moi le jour, à toi la nuit de Ludwig Berger et Claude Heymann : Mme Weiser
- 1933 : Son Altesse Impériale de Jean Bernard-Derosne et Victor Janson : le chaperon
- 1933 : Madame ne veut pas d'enfants de Constantin Landau et Hans Steinhoff : Mme Parizot
- 1933 : L'Épervier de Marcel L'Herbier : Mme de Tierrache
- 1933 : N’épouse pas ta fille de Willy Rozier[3]
- 1934 : La Châtelaine du Liban de Jean Epstein : la générale
- 1934 : Chourinette d'André Hugon : Mme Tourtier
- 1934 : Nuit de mai d'Henri Chomette et Gustav Ucicky : Mme Stockel
- 1935 : Roses noires de Jean Boyer et Paul Martin
- 1935 : Pluie d'or de Willy Rozier
- 1935 : Le Secret des Woronzeff d'André Beucler et Arthur Robison : la tante Adèle
- 1935 : Gangster malgré lui d'André Hugon
- 1936 : Le Collier du grand duc de Robert Péguy
- 1936 : Le Nouveau Testament de Sacha Guitry : Marguerite Worms
- 1936 : Le cœur dispose de Georges Lacombe
- 1936 : Les Pattes de mouches de Jean Grémillon
- 1936 : Un mauvais garçon de Jean Boyer : Mme Serval
- 1937 : Vous n'avez rien à déclarer ? de Léo Joannon : Mme Papillot
- 1937 : Une femme sans importance de Jean Choux : lady Hustanton
- 1937 : Le Cantinier de la coloniale d'Henry Wulschleger : la marquise
- 1938 : La Tragédie impériale de Marcel L'Herbier : la générale
- 1938 : Quadrille de Sacha Guitry : Mme de Germond
- 1938 : Une de la cavalerie de Maurice Cammage : Maryse
- 1938 : Trois Artilleurs à l'opéra d'André Chotin

## Théâtre
- 1899 : La Dame de chez Maxim de Georges Feydeau, théâtre des Bouffes-Parisiens : Mme Claux
- 1903 : L'Enfant du miracle de Paul Gavault et Robert Charvay, théâtre de l'Athénée : Marguerite
- 1905 : La Petite Milliardaire d'Henri Dumay et Louis Forest, théâtre de l'Athénée : Cléo
- 1907 : Sa sœur de Tristan Bernard, théâtre de l'Athénée : Thais
- 1909 : Monsieur Zéro de Paul Gavault et André Mouëzy-Eon, théâtre du Palais-Royal : Georgette
- 1910 : L'Enfant du mystère de Eugène Joullot et Alévy, théâtre du Palais-Royal : Charlotte
- 1911 : L'Amour en manœuvres d'André Mouëzy-Eon, théâtre du Palais-Royal : Mme Cortambert
- 1917 : Le Compartiment des dames seules de Maurice Hennequin et Georges Mitchell, théâtre du Palais-Royal : Isabelle
- 1919 : Il était un petit « Home » d'Henri Duvernois, théâtre des Mathurins : Nicole
- 1934 : Le Nouveau Testament de Sacha Guitry, mise en scène de l'auteur, théâtre de la Madeleine : Marguerite Worms
- 1938 : Marol de Jacques Le Bourgeois, théâtre de Paris : Mme Ayné-Roussel